# Кутежево
Кутежево (словен. Kuteževo, итал. Cottesevo) је насељено место у општини Илирска Бистрица, Приморско-нотрањска регија, Словенија.

## Историја
До територијалне реорганизације у Словенији било је у саставу старе општине Илирска Бистрица.

## Становништво
У попису становништва из 2011. године, Кутежево је имало 228 становника.
| Број становника према пописима | Број становника према пописима | Број становника према пописима |
| ------------------------------ | ------------------------------ | ------------------------------ |
| 1991                           | 2002                           | 2011                           |
| 288                            | 243                            | 228                            |